# Boja šipka
Boja šipka (armenski: Նռան գույնը, Nran goujne, ruski: Цвет граната, Cvet granata) sovjetski je umjetnički film – drama iz 1968. godine, kojeg je režirao Sergej Paradžanov. Film su remek-djelom proglasili ljudi poput: Federica Fellinija, Jean-Luc Godarda i Michelangela Antonionija. Film je bio cenzuriran i zabranjen u Sovjetskom savezu, no unatoč tome uspio je ući među deset najboljih filmova Cahier Du Cineme 1982. i među 100 najboljih proglašenih u časopisu Time Out.

## Radnja
Jedno od najvećih remek djela dvadesetog stoljeća, film Sergeja Paradžanova zvan Boja šipka, predstavlja biografiju armenskog kralja pjesama po imenu Sajat Nova. Film pripovijeda o pjesnikovom životu više kroz njegovu poeziju, nego što to čini konvencionalnom naracijom važnih događaja njegovog života. Mi vidimo pjesnika kako odrasta, kako se zaljubljuje, ulazi u samostan i umire, no ti događaji su opisani u kontekstu slika iz Sergej Paradžanove mašte, potpomognute pjesmama Sajat Nove, pjesmama za koje je rijetko tko čuo. Sofiko Čiaureli tumači 6 različitih uloga, i muških i ženskih, dok je Sergej Paradžanov napisao scenarij za film, režirao ga, odradio montažu istog, bio koreograf, radio na kostimima, dizajnu i dekoru, tj. on je odradio doslovno svaki segment filma vezan uz dijalog i kretanje kamera.

## Glavne uloge
- Sofiko Čiaureli kao pjesnik u mladosti/pjesnikova ljubav/pjesnikova muza/Mime/anđeo uskrsnuća
- Melkon Aleksanjan kao pjesnik u ranom djetinjstvu
- Vilen Galstjan kao pjesnik u manastiru
- Giorgi Gegečkori kao pjesnik u starosti
- Spartak Bagašvili kao pjesnikov otac
- Medea Džaparidze kao pjesnikova majka
- Hovhannes Minasjan kao princ
- Onik Minasjan kao princ

## Vanjske poveznice
- The Color of Pomegranates u internetskoj bazi filmova IMDb-a
- Parajanov.com The Color of Pomegranates (Sayat Nova)
- Članak koji rapravlja o kinematografskoj estetici filma